# Колодези (Глинковский район)
Коло́дези    — деревня  в  Смоленской области России,  в Глинковском районе. Население – 8 жителей (2007 год)  .  Расположена в центральной части области  в 16 км к северо-западу от села Глинка,  в 14 км южнее автодороги Р134 «Старая Смоленская дорога» Смоленск — Дорогобуж — Вязьма — Зубцов.  В 9 км южнее деревни железнодорожная станция Добромино на линии Смоленск  - Сухиничи. Входит в состав Доброминского сельского поселения.

## История
В годы Великой Отечественной войны деревня была оккупирована гитлеровскими войсками в июле 1941 года, освобождена в ходе Ельнинско-Дорогобужской операции в 1943 году. 